# 石廷舉
石廷舉（？—？），字汝贤，號王台，湖廣辰州府卢溪县人，軍籍，明朝政治人物。

## 生平
万历二十二年（1594年）甲午科湖廣乡试舉人，三十二年（1604年）甲辰科进士，户部觀政，三十三年授行人司行人，捐貲建楚辰会馆于京师。四十年升户部主事，管下粮厅，本年降，四十一年補荥阳知县，四十三年升南都察院经历，四十六年升南京主事，四十七年升雲南司郎中。天启元年（1621年）升梧州知府，二年升福建盐运使，五年考察免。值苗警，散家财募兵御之，城赖以完。